# 加拿大货币
在加拿大境内，货币以加元为主。另有8种区域货币。
虽然有些人在讨论在加拿大使用美元，但是一般商店不接受美元。（但是一些小额硬币如1分、5分一般情况下仍可流通）
现在还在使用的8种区域货币:
- Brampton dollars (1973)
- 卡尔加里元(1996, 2002至今)
- 加拿大轮胎货币(1958至今)
- LETS - Local Exchange Trading Systems
- OUR Community Dollar (c.2004—present)
- Saltspring Dollars (2001—present)
- 多伦多元(1998至今)
- Tamworth Hours